# Mussy-la-Fosse
Mussy-la-Fosse é uma comuna francesa na região administrativa da Borgonha-Franco-Condado, no departamento de Côte-d'Or. Estende-se por uma área de 4,38 km². Em 2010 a comuna tinha 88 habitantes (densidade: 20,1 hab./km²).